# Ståle Stensaas
Ståle Stensaas (ur. 7 lipca 1971 w Trondheim) – norweski piłkarz grający na pozycji lewego obrońcy. W reprezentacji Norwegii rozegrał 9 meczów i strzelił 1 gola.

## Kariera klubowa
Karierę piłkarską Stensaas rozpoczął w klubie Rosenborg BK. W 1991 roku awansował do kadry pierwszej drużyny, a w 1992 roku zadebiutował w jej barwach w norweskiej pierwszej lidze. Od 1994 roku był podstawowym zawodnikiem Rosenborga, w którym grał do lata 1997. W latach 1994–1996 trzykrotnie z rzędu wywalczył mistrzostwo Norwegii, a w 1995 roku zdobył też Puchar Norwegii. Wraz z Rosenborgiem występował też w fazie grupowej Ligi Mistrzów.
W połowie 1997 roku Stensaas przeszedł z Rosenborga do szkockiego Rangers. W sezonie 1998/1999 wywalczył z Rangersami mistrzostwo Szkocji oraz Puchar Szkocji. Na początku 1999 roku został wypożyczony do angielskiego Nottingham Forest, w którym zadebiutował 19 stycznia 1999 w meczu z Evertonem (1:0). Wiosną 1999 spadł z Nottingham do Division One.
W 2000 roku Stensaas wrócił do ojczyzny i ponownie został zawodnikiem Rosenborga Trondheim. Grał w nim przez 7 lat. W tym okresie sześciokrotnie był mistrzem kraju w latach 2000, 2001, 2002, 2003, 2004 i 2006 oraz zdobył krajowy puchar w 2003 roku. Ogółem w zespole Rosenborga rozegrał 189 meczów i strzelił 14 goli.
W 2007 roku Stensaas odszedł do Lyn Fotball, a w 2008 roku został wypożyczony do Lillestrøm SK. Będąc zawodnikiem tego klubu zakończył swoją karierę piłkarską.
| Sezon   | Klub              | Kraj     | Rozgrywki      | Mecze | Bramki |
| ------- | ----------------- | -------- | -------------- | ----- | ------ |
| 1991    | Rosenborg BK      | Norwegia | Tippeligaen    | 0     | 0      |
| 1992    | Rosenborg BK      | Norwegia | Tippeligaen    | 1     | 0      |
| 1993    | Rosenborg BK      | Norwegia | Tippeligaen    | 6     | 0      |
| 1994    | Rosenborg BK      | Norwegia | Tippeligaen    | 20    | 0      |
| 1995    | Rosenborg BK      | Norwegia | Tippeligaen    | 24    | 1      |
| 1996    | Rosenborg BK      | Norwegia | Tippeligaen    | 25    | 1      |
| 1997    | Rosenborg BK      | Norwegia | Tippeligaen    | 9     | 0      |
| 1997/98 | Rangers           | Szkocja  | Premier League | 20    | 1      |
| 1998/99 | Rangers           | Szkocja  | Premier League | 1     | 0      |
| 1998/99 | Nottingham Forest | Anglia   | Premier League | 7     | 0      |
| 1999/00 | Rangers           | Szkocja  | Premier League | 0     | 0      |
| 2000    | Rosenborg BK      | Norwegia | Tippeligaen    | 16    | 2      |
| 2001    | Rosenborg BK      | Norwegia | Tippeligaen    | 13    | 2      |
| 2002    | Rosenborg BK      | Norwegia | Tippeligaen    | 15    | 1      |
| 2003    | Rosenborg BK      | Norwegia | Tippeligaen    | 24    | 4      |
| 2004    | Rosenborg BK      | Norwegia | Tippeligaen    | 19    | 2      |
| 2005    | Rosenborg BK      | Norwegia | Tippeligaen    | 13    | 1      |
| 2006    | Rosenborg BK      | Norwegia | Tippeligaen    | 9     | 0      |
| 2007    | Lyn Fotball       | Norwegia | Tippeligaen    | 20    | 2      |
| 2008    | Lyn Fotball       | Norwegia | Tippeligaen    | 4     | 1      |
| 2008    | Lillestrøm SK     | Norwegia | Tippeligaen    | 9     | 1      |

## Kariera reprezentacyjna
W reprezentacji Norwegii Stensaas zadebiutował 24 stycznia 2001 roku w wygranym 3:2 towarzyskim spotkaniu z Koreą Południową. Od 2001 do 2008 roku rozegrał w kadrze narodowej 9 meczów i strzelił w nich 1 gola.